# Стена Цоя

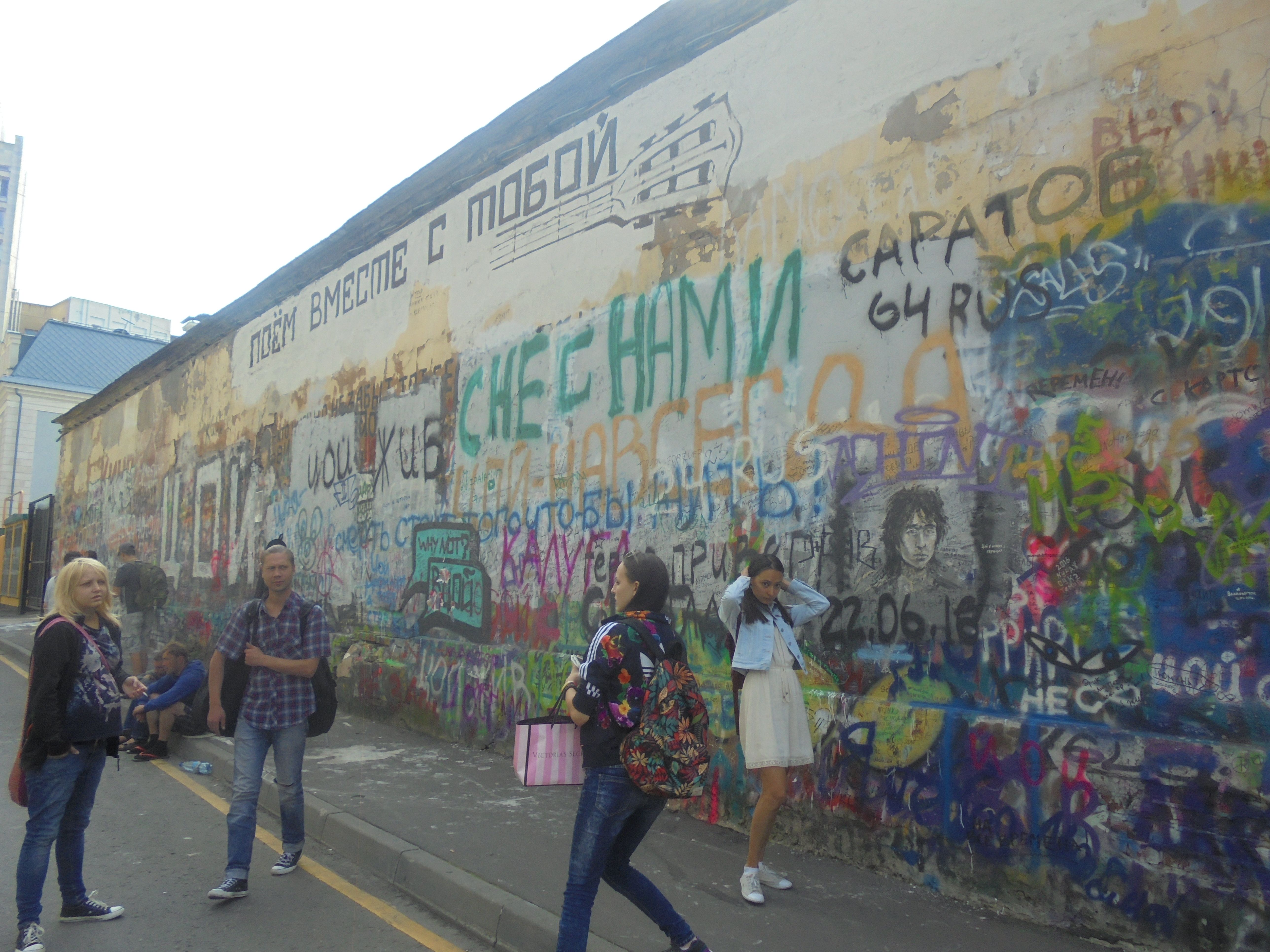
Стена памяти Виктора Цоя в 2016 году

Мозаичное панно на стене, 2020 год

«Стена Цоя» — стена дома №37 по Арбату, выходящая в Кривоарбатский переулок Москвы, которую поклонники творчества Виктора Цоя исписали надписями «Кино», «Цой жив», цитатами из песен и признаниями в любви музыканту. Представляет собой памятник, символ Арбата и достопримечательность Москвы. 

## История
Стена «появилась» в 1990 году, после смерти музыканта. С августа и до самых заморозков у стены постоянно дежурили подростки. Потом, после поминок на сорок дней, дежуривших около неё людей стало меньше. В дальнейшем стена полностью покрылась надписями. Портрет Виктора — тот самый, что был выставлен на осеннем концерте его памяти — потом установили и у стены.
Как отмечал Вадим Сидоров: «Для хипующей молодёжи стена была ещё и способом коммуникации, своеобразной „цыганской почтой“. Здесь оставляли послания для друзей, с которыми не удалось увидеться, и назначали новые встречи. Теперь есть мобильный телефон... Но воспоминания о тех временах до́роги для поклонников группы „Кино“».
По словам Роберта Максимовича Цоя, отца Виктора: «Наличие в Москве такой стены памяти, настоящего народного мемориала, имеет для меня значение, мне это важно. Когда Вити не стало, казалось, пройдет лет пять и о нём забудут. Но минуло четверть века, а слава его живёт. И вокруг Витиной могилы на Богословском кладбище Санкт-Петербурга в памятные дни по-прежнему собираются толпы фанатов, большинство из которых никогда не видели Цоя живым».
У поклонников творчества Цоя до сих пор принято оставлять в специальной пепельнице у Стены надломленную прикуренную сигарету.
Музыкальный обозреватель Никита Кривцов в статье «Жив ли Рок-н-ролл?», опубликованной в комсомольском журнале «Перспективы», дал следующую характеристику молодым людям, собирающимся у стены Цоя:
Они просто со всем пылом и чистотой юности оплакивают его гибель, собираясь вечерами у «стены Цоя» на Арбате, десятки раз в день слушая его песни, обклеивая стены своих комнат его фотографиями
14 апреля 2019 года футбольные фанаты московского клуба «Динамо» добавили граффити на Стену Цоя с цитатой «перемен требуют наши сердца», что внезапно всколыхнуло общественность; официальный аккаунт клуба поддержал «арт-акцию» болельщиков.

## Вандализм
В 2006 году стена была закрашена группой неизвестных, но впоследствии «восстановлена» фанатами.
В 2009 году активисты молодёжного движения «Местные» и движения «Молодая Гвардия» провели акцию в защиту «стены Цоя», направленную против желания властей закрасить надписи.
В ночь на 20 июня 2016 года во всю длину стены, неизвестными была нанесена большая надпись «Цой мертв», однако утром эта надпись была закрашена.
10 апреля 2025 года около двух часов ночи неизвестный нанёс на стену Цоя огромную надпись «Техник» в память об умершем рэп-исполнителе Паше Технике. Надпись заметили только спустя два дня. 13 апреля художник Роман Яковлев перекрыл надпись плакатами с изображением Цоя, показывающего средний палец, а также оставил надписи «Паша Техник мёртв, Виктор Цой жив». Позже к нему присоединились другие художники, которые полностью закрасили граффити «Техник» и восстановили один из портретов Цоя. Несколько известных рок-музыкантов, в числе которых Сергей Галанин, Сергей Бугаев («Африка») и Лука Сафронов-Затравкин, назвали произошедшее «актом вандализма».
23 апреля 2025 года вандалы вновь разрисовали стену Цоя. Поверх слов «Перемен требуют наши сердца» была нанесена надпись «Мрачные щи», а также «досталось» портрету музыканта. В настоящее время сама надпись закрашена, но неизвестные знаки на лице рок-исполнителя остались. Предполагаемый вандал позже этим же днëм был задержан. Подозреваемый был доставлен в отдел полиции для разбирательства. В отношении него возбуждено административное дело о мелком хулиганстве (ст. 20.1 КоАП РФ). Вандалом оказался некий Степан Б. 1989 года рождения.

## Стены Цоя в других городах
Стена Цоя в Туле на ул. имени Григория Каминского в центре города была снесена в 2009 году при строительстве торгово-делового центра «София».
«Стена Цоя» существует и во многих городах стран СНГ. В частности, существует Стена Цоя в Минске (Белоруссия), Днепре, Энергодаре (Украина) и Усть-Каменогорске (Казахстан). В Киеве на озере Тельбин есть «дерево Цоя». 15 августа 2013 года в Киеве во дворике дома по улице Михаила Грушевского, 4-б была открыта стена Цоя. Дом примечателен тем, что на протяжении 4 лет деятели культуры разного рода, в том числе и Молодёжная общественная организация «Мистецька платформа» (рус. «Творческая платформа»), пытаются сохранить этот старинный дом (1878 года постройки) от массовой застройки Киева. 3 октября 2013 года стену памяти посетил отец Виктора Роберт Цой со своей новой женой.
В 2011 году в Морском открыт памятник группе Кино, рядом с которым появилась стена Цоя.
15 августа 2018 года стену Цоя открыли в Перми на территории экстрим-парка около вокзала Пермь-2.
Первая на территории Евросоюза стена Цоя открылась 30 сентября 2023 года в польском городе Торунь благодаря инициативе украинской артистки Анастасии из Мариуполя.